# Cacica
Cacica là một xã thuộc hạt Suceava, România. Dân số thời điểm năm 2002 là 4464 người.